# Euryglossina perkinsi
Euryglossina perkinsi är en biart som beskrevs av Michener 1965. Euryglossina perkinsi ingår i släktet Euryglossina och familjen korttungebin. Inga underarter finns listade i Catalogue of Life.

## Bildgalleri

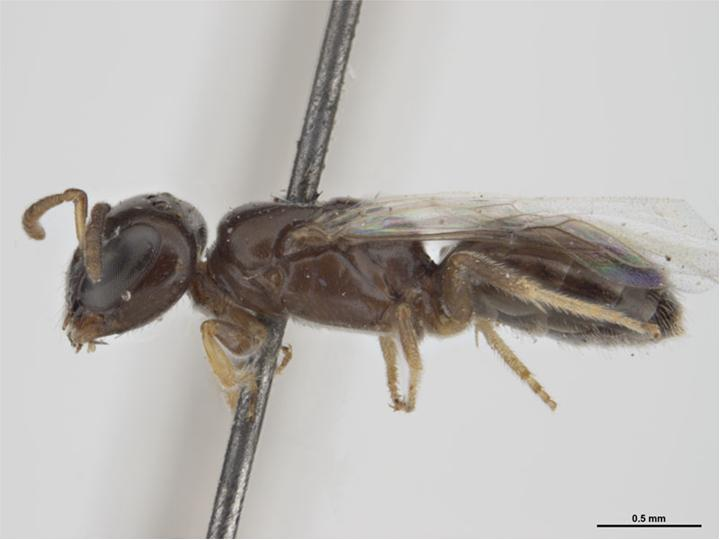
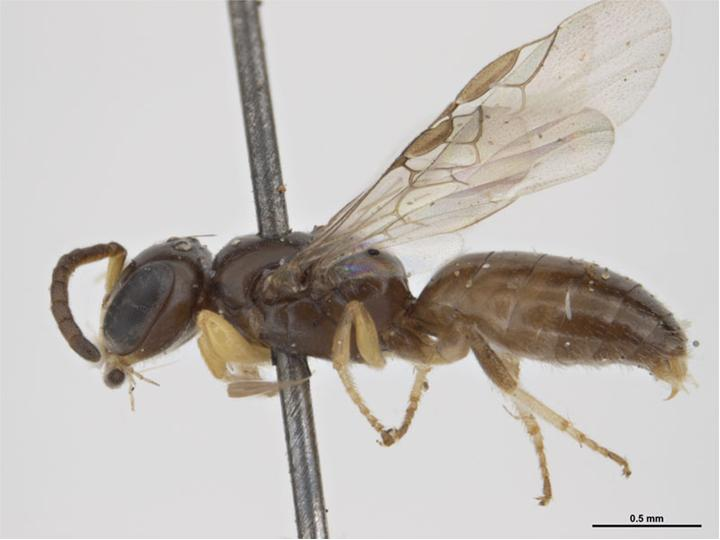